# Nachal Cafita
Nachal Cafita (hebrejsky: נחל צפיתה) je vádí v pahorkatině Šefela v Izraeli.
Začíná v nadmořské výšce necelých 200 metrů jižně od Národního parku Tel Cafit, v řídce zalidněné turisticky využívané krajině. Směřuje pak k severu mírně zvlněnou krajinou, přičemž ze západu míjí Národní park Tel Cafit a pahorek Tel Cafit, u kterého ústí zleva do toku Nachal ha-Ela.